# Lef Nosi
Lef Nosi właśc. Elefther Nosi (ur. 9 kwietnia 1877 w Elbasanie, zm. 12 lutego 1946) – albański polityk i działacz niepodległościowy.

## Życiorys
Był najmłodszym z pięciu synów Stiljana Nosiego i Any. Ukończył szkołę w Elbasanie, a następnie studiował farmację na uniwersytecie ateńskim. Studia przerwał po dwóch latach i powrócił do rodzinnego Elbasanu, gdzie związał się z ruchem niepodległościowym. 22 lutego 1901 został aresztowany za rozpowszechnianie w Elbasanie druków w języku albańskim. Spędził 9 miesięcy w więzieniu. W 1909 stanął na czele Klubu Patriotycznego „Vllaznia”. Należał do grupy organizatorów Kongresu Narodowego w Elbasanie (październik 1909), na którym podjęto decyzję o utworzeniu pierwszej szkoły kształcącej nauczycieli albańskich (alb. Shkolla Normale)
Od 1910 wspólnie z Luigjim Gurakuqim i Aleksandrem Xhuvanim wydawał czasopismo Tomorri, współpracował też z wydawanym w Salonikach pismem Liria (Wolność). W 1911 został aresztowany przez władze osmańskie i na krótko osadzony w więzieniu w Bitoli. Po uwolnieniu z więzienia, w 1911 wydał elementarz do nauki języka albańskiego.
W 1912 był sygnatariuszem albańskiej Deklaracji Niepodległości, jako delegat Elbasanu. W pierwszym rządzie albańskim powstałym w 1912 objął stanowisko ministra poczt i telegrafów. W pro-włoskim rządzie, który został sformowany w 1918 otrzymał tekę ministra gospodarki i aprowizacji. Po zamachu stanu, w wyniku którego władzę w Albanii objął Fan Noli, Nosi objął funkcję przewodniczącego rady miejskiej Elbasanu, którą pełnił do grudnia 1924. Po upadku Noliego wycofał się z czynnej działalności politycznej, skupiając się na pracy naukowej. W tym czasie współpracował z Margaret Hasluck, mieszkającej w Elbasanie i prowadzącej badania antropologiczne wśród górali albańskich. Wspólnie zebrali bogatą kolekcję albańskich pieśni ludowych.
W latach 1939–1942 był internowany we Włoszech. W październiku 1943 znalazł się w składzie Rady Regencyjnej, struktury władzy działającej pod kontrolą niemieckich wojsk okupacyjnych w Albanii, w której reprezentował wspólnotę muzułmańską. Był także przewodniczącym Zgromadzenia Narodowego, które zebrało się we wrześniu 1943. W październiku 1944 podał się do dymisji jako członek Rady Regencyjnej. Uwięziony przez władze komunistyczne w 1945, wraz z najbliższą rodziną. Sądzony w procesie pokazowym, razem z ks. Antonem Harapim i Maliqem Bushatim. 12 lutego 1946 został skazany przez sąd wojskowy na karę śmierci za współpracę z okupantem, konfiskatę mienia i utratę praw publicznych na zawsze. rozstrzelany w tym samym dniu w miejscu zwanym Kodra e Priftit na przedmieściach Tirany.
Z zamiłowania był kolekcjonerem (filatelistą i numizmatykiem) i historykiem. Posiadał jedne z największych w Albanii zbiorów bibliotecznych. Był inicjatorem wydawania albańskich dokumentów historycznych. W roku 1937, w 25 rocznicę Deklaracji Niepodległości opublikował zbiór dokumentów z 1912.
W północnej części Elbasanu znajduje się ulica nosząca imię Lefa Nosiego. W 2007 został uhonorowany Orderem Skanderbega.